# Solitary Geyser
De Solitary Geyser is een fonteingeiser in het Upper Geyser Basin dat onderdeel uitmaakt van het Nationaal Park Yellowstone in de Verenigde Staten. De erupties van de geiser zijn 2 meter hoog en duren circa 1 minuut.
In het verleden was de geiser niet actief en werd het de Solitary Spring genoemd.